# إرنست سترينج
إرنست سترينج (بالألمانية: Ernst Streng) مواليد 24 يناير 1942 في كولونيا - الوفاة 27 مارس 1993 في كولونيا، كان دراج ألماني. سبق أن شارك في دورة الألعاب الأولمبية الصيفية وفاز بميدالية أولمبية.

## الميداليات
| الميدالية | المسابقة                       |
| --------- | ------------------------------ |
| ذهبية     | الألعاب الأولمبية الصيفية 1964 |

## روابط خارجية
- إرنست سترينج على موقع أرشيف الدراجات (الإنجليزية)
- إرنست سترينج على موقع إحصائيات الدراجات الإحترافية (الإنجليزية)
- إرنست سترينج على موقع أوليمبيديا (الإنجليزية)
- إرنست سترينج  على موقع SportsReference  - سبورتس رفرنس